# 西奧多·牛頓·魏爾
西奧多·牛頓·魏爾（Theodore Newton Vail，1845年7月16日—1920年4月16日），美國電話實業家。

## 生平
1885至1889年間及1907至1919年間任美國電話電報公司之總裁。魏爾視電話服務為一公共設施服務并由此將電話網絡集合到貝爾系統之下。1913年為使電話電報系統更加開放，魏爾負責監督了金伯利項目。